# Cantonul Arreau
Cantonul Arreau este un canton din arondismentul Bagnères-de-Bigorre, departamentul Hautes-Pyrénées, regiunea Midi-Pyrénées, Franța.

## Comune
- Ancizan
- Ardengost
- Arreau (reședință)
- Aspin-Aure
- Aulon
- Barrancoueu
- Bazus-Aure
- Beyrède-Jumet
- Cadéac
- Camous
- Fréchet-Aure
- Gouaux
- Grézian
- Guchen
- Ilhet
- Jézeau
- Lançon
- Pailhac
- Sarrancolin